# 映山红 (歌曲)
《映山红》，陆柱国作词，傅庚辰作曲，是影片《闪闪的红星》的插曲。是一首江西民歌风格的歌曲。
《映山红》的原唱者是邓玉华，较有影响力的翻唱者有：刘欢、宋祖英、廖昌永、黑鸭子等。